# Эколингвистика
Эколингвистика — одно из современных научных направлений в области языкознания, которое сформировалось на стыке социального, психологического и философского направлений в лингвистике. Эколингвистика как новое научное направление в изучении языковой сферы обитания человека и общества формируется на выявлении законов, принципов и правил, общих как для экологии, так и для развития языка, и исследует роль языка при возможном решении проблем окружающей среды.

## История
Родоначальником понятия экологии языка принято считать американского лингвиста Эйнара Хаугена, который в 1970 г. в докладе «Экология языка» и ввел аспект взаимодействия в социолингвистику и психолингвистику. «Экологию языка можно определить как науку о взаимоотношениях между языком и его окружением, где под окружением языка понимается общество, использующее язык как один из своих кодов. Язык существует только в сознании говорящих на нём и функционирует только при взаимоотношениях с другими говорящими и с их социальным и естественным (природным) окружением. Частично экология языка имеет физиологическую природу (то есть взаимодействие с другими языками в сознании говорящего), частично социальную (то есть взаимодействие с обществом, в котором язык используется как средство коммуникации). Экология языка зависит от людей, которые учат его, используют и передают другим людям».

## Идеология
Главная идея Хаугена заключается в том, что языки, подобно различным видам животных и растений, находятся в состоянии равновесия, конкурируют друг с другом, и само их существование зависит друг от друга, как внутри государства и других социальных групп, так и в сознании человека, владеющего несколькими языками.

## Предмет эколингвистики
Предметом эколингвистики является взаимодействие между языком, человеком как языковой личностью и его окружающей средой. Язык при этом рассматривается как неотъемлемый компонент цепи взаимоотношений между человеком, обществом и природой. Функционирование и развитие языка представляется как экосистема, а окружающий мир — как языковой концепт.

## Экологическая система Х. Хаарманна
Харальд Хаарманн выделяет 7 экологических переменных, определяющих языковое поведение:
- Демографические
- Социальные
- Политические
- Культурные
- Психические
- Интеракционные
- Лингвистические

По его теории данные переменные невозможно разделить, они тесно связаны и взаимодействуют друг с другом, тем самым образуя «экологическую систему».
Таким образом, экологическая система — это взаимосвязь семи экологических переменных, образующих в итоге одно целое.

## Терминология
Алвин Филл был первым кто разработал чёткую терминологию для разных областей эколингвистики. Всего он выделил три области:
- Эколингвистика — общий термин для всех областей исследования, которые объединяют экологию и лингвистику;
- Экология языка — исследует взаимодействие между языками с целью сохранения языкового многообразия;
- Экологическая лингвистика переносит термины и принципы экологии на язык (например, понятие экосистемы);

Лингвистическая (языковая) экология изучает взаимосвязь между языком и «экологическими» вопросами.

## Аспекты лингвоэкологии
На данный момент выделяется три аспекта экологии языка:
- Интралингвальный (связан с культурой речи, стилистикой, риторикой и включает исследования нарушений правильности, ясности, логичности, выразительности и других коммуникативных свойств речи).
- Интерлингвальный (связан с полиязычием как средой обитания отдельного этнического языка и с проблемой исчезновения языков, а значит, и с уменьшением лингвистического разнообразия на Земле).
- Транслингвальный (связан с использованием единиц, средств, реалий одного языка, одной культуры в контексте и средствами иного языка, принадлежащего другой культуре в художественной литературе, фольклоре, публицистике).